# Han de Wit
Han de Wit is een Nederlandse film uit 1990 van Joost Ranzijn met in de hoofdrollen Koen de Bouw en Nelly Frijda. 
Het scenario voor de film is gebaseerd op de novelle Han de Wit gaat in ontwikkelingshulp (1972) van Heere Heeresma. De film heeft als internationale titels Mr De Wit en Hank White. De film flopte in de bioscopen en ook de critici waren niet ingenomen met het debuut van Joost Ranzijn. Schrijver Heere Heeresma kreeg ruim 100.000 gulden (ca. 45.000 euro) voor de filmrechten, maar toonde zich na afloop ontevreden over het eindresultaat.

## Verhaal
Han de Wit is een merkwaardige jongen. Op school is hij een brave, maar wat wereldvreemde scholier, maar thuis speelt hij de baas over zijn ouders die een beetje simpel zijn en Han verschrikkelijk hebben verwend. Alles weet de jongen beter en de arme mensen volgen hem blindelings. Alles loopt goed voor Han de Wit totdat zijn vader wordt ontslagen bij de staalfabriek. De familie De Wit moet hun huisje verlaten en verhuizen naar een klein flatje in een verwaarloosde wijk. Het schoolgeld van Han kan niet meer opgebracht worden en Han gaat bij het afvalbedrijf werken, waar zijn vader inmiddels als vuilnisman werkt. Al snel maakt Han promotie door allerlei nieuwe ideeën over het ophalen van vuilnis te bedenken. Het gezin De Wit profiteert mee en kan weer plannen voor de toekomst maken. Han wordt zelfs verliefd op Nellie, een meisje dat in een café op de hoek werkt. Dan slaat het noodlot weer toe. De vader van Han krijgt een ongeluk en ligt de hele dag in bed met wonden aan zijn been die maar niet genezen. Door de zorgen om zijn vader gaat Han ook fouten maken en wordt ontslagen. Hij probeert nu het been van zijn vader zelf te genezen en oefent op een eend, een hond en een blinde voorbijganger. Met behulp van zijn moeder opereert Han zijn vader maar het resultaat is negatief. Han wil nu weg en laat zich keuren voor de ontwikkelingshulp. Hij wordt geschikt geacht voor Afrika en wordt uitgestuurd op een missie van vier jaar. Han en Nellie beloven elkaar eeuwige trouw en zweren op elkaar te zullen wachten. Als Han weg wil rijden om naar de boot te gaan, blijkt dat de operatie van zijn vaders been wel is geslaagd.

## Rolverdeling
| Acteur             | Personage           |
| ------------------ | ------------------- |
| Koen De Bouw       | Han de Wit          |
| Nelly Frijda       | Moeder              |
| Jim van der Woude  | Vader               |
| Jaloe Maat         | Nellie              |
| Huub van der Lubbe | Zeeman              |
| Hans Beijer        | Boekhouder          |
| Kees Hulst         | Dokter              |
| Leny Breederveld   | Dokter              |
| Hans Trentelman    | Dokter              |
| Mimi Kok           | Psychiater          |
| Patrick Muller     | Blinde Douwe        |
| Sonja Paal         | Buurvrouw           |
| Han Kerckhoffs     | Brillenverkoper     |
| Ria Marks          | Verpleegster Skelet |
| Annette Nijder     | Verpleegster Prik   |
| Paulien Leussink   | Verpleegster Kast   |
| Rik Hoogendoorn    | Barkeeper           |
| Bert Koster        | Vuilnisman          |
| Jan Pontier        | Vuilnisman          |
| Porgy Franssen     | Deurwaarder         |
| Theo Pont          | Van der Velde       |
| Bert Luppes        | Koper Klok          |

## Achtergrond
De film werd opgenomen op en bij de staalfabriek Cockerill-Sambre in Charleroi (België). Artdirector Gert Brinkers wist hier de sfeer van een oude arbeidersbuurt op te roepen. Regisseur Joost Ranzijn, had voor Han de Wit een aantal korte films gemaakt als Man in de war en Denk aan mij. Een aantal daarvan werd bekroond. Met Han de Wit maakte hij zijn eerste avondvullende speelfilm, maar volgens critici komt het eindresultaat niet echt uit de verf. De ingetogen humor van Ranzijn die zo goed werkte bij zijn korte films gaat verloren in de ironische en absurdistische toon van Han de Wit. Men vond dat de film te veel doorkabbelde zonder echte verhaallijn.
Daarbij week het scenario dramatisch ver af van het origineel en had zodoende weinig raakvlakken meer met het hilarische boek van Heere Heeresma